# انتصاب صباحي
الانتصاب الصباحي أو التورم الليلي للقضيب (بالإنجليزية:Nocturnal penile tumescence) هو الانتصاب العفوي للقضيب أثناء النوم أو عند الاستيقاظ. يعد وجود الانتصاب الصباحي دليلا على صحة الرجل الجنسية ويحدث عادة بين 3-5 مرات أثناء الليل، وعادة أثناء النوم. ويعتقد أنه يساهم في تحسين صحة القضيب.